# Paškal Vujičić
Paškal Vujičić OFMObs (* April 1826 in Imotski, Königreich Kroatien und Slawonien; † 17. März 1888) war ein Ordensgeistlicher und römisch-katholischer Apostolischer Vikar von Bosnien.

## Leben
Paškal Vujičić war Mitglied der Ordensgemeinschaft der Franziskaner.
Am 1. Juni 1858 wurde er zum Bischof von Pult ernannt. Die Bischofsweihe spendete ihm am 25. Juli desselben Jahres in Venedig der Patriarch von Venedig, Angelo Ramazzotti.
Am 7. September 1860 wurde Paškal Vujičić zum Titularbischof von Antiphellus und zum Apostolischen Vikar von Ägypten sowie zum Apostolischen Delegaten in Ägypten und Arabien ernannt. Diese beiden Ämter bekleidete er bis zu seiner Ernennung zum Apostolischen Vikar von Bosnien am 6. August 1866.
Zwischen 1869 und 1870 nahm Bischof Paškal Vujičić als Konzilsvater am Ersten Vatikanischen Konzil teil.